# قانون الحد من التضخم لعام 2022
قانون الحد من التضخم لعام 2022 (بالإنجليزية: Inflation Reduction Act of 2022) يعتبر علامة بارزة في القانون الفيدرالي للولايات المتحدة، ويهدف إلى كبح التضخم عن طريق تقليل العجز، وخفض أسعار الأدوية، والاستثمار في إنتاج الطاقة المحلي مع تعزيز الطاقة النظيفة. وجرت الموافقة عليه من قبل الكونغرس الأمريكي رقم 117 ووقعه الرئيس جو بايدن في 16 أغسطس عام 2022. وهو مشروع قانون لتسوية الميزانية برعاية السناتور تشاك شومر (ديمقراطي من ولاية نيويورك) وجو مانشين (ديمقراطي من ولاية فرجينيا الغربية). وكان مشروع القانون نتيجة للمفاوضات بشأن قانون إعادة البناء بشكل أفضل، والذي اختزل وأعيدت صياغته بشكل كامل من اقتراحه الأولي بعد معارضة مانشين. وجرى تقديمه كتعديل لقانون إعادة البناء بشكل أفضل واستبدل النص التشريعي.
القانون، كما جرى إقراره، سيجمع 738 مليار دولار ويصرح بمبلغ 391 مليار دولار للإنفاق على الطاقة وتغير المناخ، و238 مليار دولار لخفض العجز، وثلاث سنوات من دعم قانون الرعاية الصحية الأمريكي، وإصلاح مجال الأدوية التي تستلزم وصفة طبية لخفض الأسعار، والإصلاح الضريبي. ويمثل القانون أكبر استثمار في الاستجابة لتغير المناخ في تاريخ الولايات المتحدة. مثلما يتضمن أيضًا توسعًا كبيرًا وجهود تحديث لدائرة الإيرادات الداخلية (أي أر إس). ووفقًا للعديد من التحليلات المستقلة من المتوقع أن يحد القانون من انبعاثات غازات الدفيئة في أمريكا لعام 2030 إلى 40% أقل من مستويات عام 2005. ولكن التأثير المتوقع لمشروع القانون على التضخم محل خلاف.

## الخلفية
كانت خطة إعادة البناء بشكل أفضل إطارًا تشريعيًا اقترحه رئيس الولايات المتحدة جو بايدن بين عامي 2020 و2021. ويُنظر إليها عمومًا على أنها خطة طموحة من حيث الحجم والنطاق، وقد سعت إلى القيام بأكبر استثمارات عامة على الصعيد الوطني في البرامج الاجتماعية والبنية التحتية والبيئية منذ ثلاثينيات القرن العشرين وسياسات مكافحة الكساد الكبير في الصفقة الجديدة.
قُسمت الخطة إلى ثلاثة أجزاء: أحدها، خطة الإنقاذ الأمريكية، وهو مشروع قانون لإنفاق المساعدات الخاصة بفيروس كوفيد -19، وجرى توقيعه ليصبح قانونًا في مارس عام 2021. ثم أعيدت صياغة الجزأين الآخرين في مشاريع قوانين مختلفة على مدار مفاوضات مكثفة داخل الكيانات البرلمانية وفيما بينها. وكانت خطة الوظائف الأمريكية (إيه جيه بّي) اقتراحًا لمعالجة احتياجات البنية التحتية المهملة منذ فترة طويلة وتقليل مساهمات أمريكا في الآثار المدمرة لتغير المناخ؛ وكانت خطة العائلات الأمريكية (إيه إف بّي) اقتراحًا لتمويل مجموعة متنوعة من مبادرات السياسة الاجتماعية، بعضها (مثل إجازة أبوة مدفوعة الأجر) لم يجري سنها على الصعيد الوطني من قبل في الولايات المتحدة.
كان قانون إعادة البناء بشكل أفضل عبارة عن مشروع قانون قدم في الكونغرس رقم 117 للوفاء بجوانب خطة إعادة البناء بشكل أفضل. وفُصل عن خطة الوظائف الأمريكية، إلى جانب قانون الاستثمار في البنية التحتية والوظائف، كحزمة مصالحة ديمقراطية بقيمة 3.5 تريليون دولار تضمنت أحكامًا تتعلق بتغير المناخ والسياسة الاجتماعية. بعد المفاوضات جرى تخفيض الرقم إلى ما يقرب من 2.2 تريليون دولار. وأقر مجلس النواب مشروع القانون 220-213 في 19 نوفمبر عام 2021.
في ديسمبر عام 2021 وسط مفاوضات وإجراءات برلمانية، سحب السناتور جو مانشين دعمه علنًا من مشروع القانون بسبب تكلفته ولتصوره لانتقال شديد العنف إلى الطاقة النظيفة، ثم تراجع لاحقًا عن دعمه لتشريع التسوية الخاص به. وأدى هذا إلى قتل مشروع القانون فعليًا لأنه يحتاج إلى 50 من أعضاء مجلس الشيوخ لتمريره عبر المصالحة، وعارضه جميع أعضاء مجلس الشيوخ الجمهوريين الخمسين. أدت المفاوضات المستمرة بين مانشين وزعيم الأغلبية في مجلس الشيوخ تشاك شومر على مدار أشهر إلى إصدار قانون الحد من التضخم لعام 2022 بقيمة 737 مليار دولار.
الاتفاق المفاجئ على قانون الحد من التضخم، الذي جرى التفاوض عليه سرًا وأعلن في 27 يوليو عام 2022، كان يُنظر إليه على نطاق واسع على أنه «صدمة»، حيث أعرب الديمقراطيون عن عدم وجود أمل كبير في إحياء العديد من أولوياتهم بالإضافة إلى كون مانشين نفسه متشائمًا إلى حد ما بشأن الاحتمال بشكل علني.
نظرًا إلى أن مشروع القانون المعدل شق طريقه عبر غرف الكونغرس، أدى الواقع الجديد لبايدن بشكل غير متوقع إلى مسار واضح لتشريع أجزاء كبيرة من جدول أعماله المحلي لتصبح قوانين، وقاد هذا إلى إعادة تقييم واسعة لنجاح رئاسة بايدن حتى الآن، ومن المتوقع أن يمنح الرئيس وحزبه دعمًا في الانتخابات النصفية لعام 2022.

## التاريخ التشريعي
استخدم مجلس الشيوخ قانون إعادة البناء بشكل أفضل، الذي أقره مجلس النواب في 27 سبتمبر عام 2021، كأداة تشريعية لهذا المشروع. وفي 6 أغسطس عام 2022 اقترح زعيم الأغلبية في مجلس الشيوخ تشاك شومر تعديلًا من شأنه أن يحل محل نص القانون الذي جرى تمريره سابقًا بنص قانون الحد من التضخم لعام 2022. واعتمد هذا التعديل البديل لاحقًا.
في 7 أغسطس عام 2022 بعد تصويت أ راما، وهو جلسة تصويت ماراثونية غير محدودة على التعديلات، استمرت قرابة 16 ساعة، أقر مجلس الشيوخ مشروع القانون (بصيغته المعدلة) بأغلبية 51-50 صوتًا، مع تصويت جميع الديمقراطيين لصالحه. وعارض جميع الجمهوريين، وكسرت نائبة الرئيس كامالا هاريس التعادل. وفي 12 أغسطس عام 2022 أقر مجلس النواب مشروع القانون بتصويت 220-207، مع تصويت جميع الديمقراطيين لصالحه وصوت جميع الجمهوريين ضده. وفي 16 أغسطس عام 2022 وقع الرئيس جو بايدن على المشروع ليصبح قانونًا.

## الأحكام
على مدى 10 سنوات يُقدر القانون لزيادة الإيرادات من:
- إصلاح أسعار الأدوية التي تستلزم وصفة طبية لخفض الأسعار، بما في ذلك التفاوض على أسعار الأدوية لبعض الأدوية (بدءًا من 10 بحلول عام 2026، وأكثر من 20 بحلول عام 2029) وخصومات من صانعي الأدوية الذين يسعون للتلاعب - 281 مليار دولار.[20][21][22]
- فرض حد أدنى انتقائي لمعدل الضريبة على الشركات بنسبة 15% للشركات التي يزيد دخلها السنوي عن 1 مليار دولار أمريكي - 222 مليار دولار.
- زيادة تطبيق الضرائب - 181 مليار دولار.[23]
- فرض ضريبة انتقائية بنسبة 1% على عمليات إعادة شراء الأسهم - 74 مليار دولار.
- تمديد القيد على الخسائر التجارية الزائدة لمدة عامين - 53 مليار دولار.

في نفس الفترة الزمنية ستنفق هذه الإيرادات على:
- معالجة أمن الطاقة المحلي وتغير المناخ، بما في ذلك تمويل مقاومة الجفاف في الولايات الغربية - 391 مليار دولار.
- تخفيض العجز - 238 مليار دولار.
- استمرارًا لمدة ثلاث سنوات أخرى، يوسع نطاق دعم قانون الرعاية الصحية في الأصل بموجب قانون خطة الإنقاذ الأمريكية لعام 2021 - 64 مليار دولار.
- زيادة التمويل لمصلحة الضرائب الأمريكية للتحديث وزيادة تطبيق الضرائب - 80 مليار دولار.[23][25]

جرى تضمين 270 مليار دولار من استثمارات قانون العمل المناخي في قانون الضرائب الفيدرالي. كجزء من إجمالي الاستثمار البالغ 158 مليار دولار في الطاقة النظيفة، ومدد القانون الائتمان الضريبي للاستثمار في الطاقة الشمسية لمدة 10 سنوات واستثمر 30 مليار دولار في الطاقة النووية. كما تستثمر 13 مليار دولار في حوافز السيارات الكهربائية، و14 مليار دولار في ترقيات كفاءة الطاقة المنزلية، و22 مليار دولار في تحسين إمدادات الطاقة المنزلية، و37 مليار دولار في التصنيع المتقدم. وتذهب 20 مليار دولار إلى الاستثمارات في الزراعة الذكية مناخيًا، ويذهب أكثر من 5 مليارات دولار إلى برامج المعالجة المعززة للمتضررين من ممارسات الإقراض التمييزية لوزارة الزراعة الأمريكية، ويذهب 5 مليارات دولار لحماية الغابات وتقليص الجزر الحرارية الحضرية، ويذهب ما يقرب من 3 مليارات دولار لحماية الموائل الساحلية.
يحتوي القانون على أحكام تحدد تكلفة الأنسولين بمبلغ 35 دولارًا شهريًا وتحد من تكاليف الأدوية الشخصية عند 2000 دولار للأشخاص المتضمنين في الرعاية الطبية، من بين أحكام أخرى.
تغيرت العديد من البنود في الصفقة الأولية بين شومر ومانشين بعد مفاوضات مع السيناتور سينيما: ألغي شرط يضيق ثغرة الفائدة المنقولة، وأضيفت ضريبة انتقائية بنسبة 1% على عمليات إعادة شراء الأسهم، وأضيفت استثناءات التصنيع إلى الحد الأدنى من ضريبة الشركات، وأضيف تمويل الإغاثة من الجفاف للولايات الغربية.